# Zespół ROHHAD
Zespół ROHHAD (ang. Rapid-Onset Obesity With Hypothalamic Dysfunction, Hypoventilation, and Autonomic Dysregulation Presenting in Childhood, ROHHAD syndrome) – rzadka choroba o przypuszczenie genetycznym podłożu. Obraz kliniczny zespołu przypomina zespół wrodzonej ośrodkowej hipowentylacji o późnym początku (LO-CCHS), jednak u pacjentów z ROHHAD nie udaje się wykryć mutacji w genie PHOX2B, odpowiedzialnej za objawy CCHS. Nazwę zespołu ROHHAD dla tej bardzo małej grupy pacjentów (opisano do tej pory około 30 przypadków) zaproponowali Diego Ize-Ludlow i wsp. w pracy opublikowanej w 2007 roku w Pediatrics.
Chorzy z zespołem ROHHAD podobnie jak pacjenci z CCHS mają zaburzony mechanizm regulujący prawidłowe oddychanie. Zespół ROHHAD jest chorobą potencjalnie śmiertelną i nieuleczalną.

## Objawy i przebieg
U pacjentów z zespołem ROHHAD stwierdza się następujące nieprawidłowości (według częstości występowania):
- gwałtownie rozwijająca się otyłość
- hipowentylacja pęcherzykowa
- epizody niewydolności krążeniowo-oddechowej
- zniesiona odpowiedź oddechowa na hiperkapnię
- bezdech senny
- zaburzona termoregulacja
- zaburzenia perystaltyki przewodu pokarmowego
- zmieniony próg bólu
- nieprawidłowe pocenie się
- bradykardia
- predyspozycja do guzów nowotworowych pochodzących z grzebienia nerwowego
- hiperfagia
- polidypsja albo hipodypsja
- hipernatremia
- hiperprolaktynemia
- moczówka prosta
- niedoczynność tarczycy
- niedoczynność kory nadnerczy
- poliuria
- niskorosłość
- opóźnione dojrzewanie płciowe.

## Rokowanie i leczenie
Nie ma metody leczenia przyczynowego. Większość chorych wymaga mechanicznego wspomagania oddychania przy pomocy respiratora; alternatywnym rozwiązaniem są rozruszniki przepony.

## Epidemiologia
Zespół ROHHAD jest jedną z rzadszych znanych chorób - dotychczas jego występowanie stwierdzono u poniżej 30 osób na całym świecie, głównie dzieci.

## Zespół ROHHAD w mediach
Pacjent z rozpoznaniem zespołu, Josh Wooten, był bohaterem jednego z odcinków programu Przywróceni życiu nadawanego przez Discovery Science. U tego pacjenta zespół ROHHAD był konsekwencją infekcji gardła, która spowodowała stan zapalny części pnia mózgu odpowiadającej za reakcję mózgu na zwiększone wysycenie krwi CO2. Pacjent pomimo 2,3 – krotnie przekroczonej zawartości CO2 zachowywał się normalnie. U zdrowego człowieka występuje w tym momencie odruch duszenia się. Dlatego też rodzice Josha Wootena, a także prowadzący go lekarze w ogóle nie zdawali sobie sprawy z choroby syna dopóki nie spowodowała ona dodatkowych powikłań w postaci różnych ubytków neurologicznych, w tym niszczenia osłonki mielinowej. Mimo to zespół ROHHAD jest mało znany; informacji w internecie jest niewiele. Część lekarzy, w tym również pulmonologów i neurologów, o zespole ROHHAD nie słyszało.